# German Open (Badminton)/Herreneinzel
Folgend die Sieger und Finalisten der German Open im Badminton im Herreneinzel.
| Jahr      | Sieger                 | Finalist                 | Ergebnis                |
| --------- | ---------------------- | ------------------------ | ----------------------- |
| 1955      | Eddy Choong            | David Choong             | 15–3, 9-15, 18–13       |
| 1956      | Eddy Choong            | Ferry Sonneville         | 15-6, 15-0              |
| 1957      | Eddy Choong            | Ferry Sonneville         | 15–12, 15–12            |
| 1958      | Ferry Sonneville       | Bo Nilsson               | 15–11, 15–4             |
| 1959      | Bertil Glans           | Ingemar Eliasson         | 15–10, 15–7             |
| 1960      | Ferry Sonneville       | Lee Kin Tat              | 15-9, 18-13             |
| 1961      | Ferry Sonneville       | Lee Kin Tat              | 15-9, 15-1              |
| 1962      | Erland Kops            | Ferry Sonneville         | 15-10, 14-15, 15-3      |
| 1963      | Erland Kops            | Henning Borch            | 15-2, 15-3              |
| 1964      | Erland Kops            | Knud Aage Nielsen        | 15-7, 15-13             |
| 1965      | Alan Parsons           | Lee Kin Tat              | 15-9, 15-8              |
| 1966      | Erland Kops            | Knud Aage Nielsen        |                         |
| 1967      | Erland Kops            | Wolfgang Bochow          | 17-14, 15-10            |
| 1968      | Erland Kops            | Tan Aik Huang            | 9-15, 18-17, 15-5       |
| 1969      | Svend Pri              | Jørgen Mortensen         | 4-15, 18-15, 15-8       |
| 1970      | nicht ausgetragen      | nicht ausgetragen        | nicht ausgetragen       |
| 1971      | Sture Johnsson         | Jørgen Mortensen         | 18-15, 15-5             |
| 1972      | Sture Johnsson         | Tan Aik Huang            | 15-18, 15-5, 15-7       |
| 1973      | Sture Johnsson         | Tjun Tjun                | 15-5, 12-15, 15-5       |
| 1974      | Sture Johnsson         | Wolfgang Bochow          | 11-15, 18-15, 15-12     |
| 1975      | Flemming Delfs         | Paul Whetnall            | 15–10, 15–12            |
| 1976      | Paul Whetnall          | Flemming Delfs           | 17-14, 15-10            |
| 1977      | Sture Johnsson         | Derek Talbot             | 12-15, 18-15, 15-7      |
| 1978      | Ray Stevens            | Stefan Karlsson          | 15-5, 15-8              |
| 1979      | nicht ausgetragen      | nicht ausgetragen        | nicht ausgetragen       |
| 1980      | Thomas Angarth         | Kenneth Larsen           | 15-5, 17-14             |
| 1981      | Misbun Sidek           | Syed Modi                | 18-17, 15-10            |
| 1982      | Morten Frost           | Jens Peter Nierhoff      | 15-12, 13-15, 15-8      |
| 1983      | Misbun Sidek           | Steen Fladberg           | 18-13, 15-6             |
| 1984      | Michael Kjeldsen       | Claus Andersen           | 15-8, 15-8              |
| 1985      | Nick Yates             | Torben Carlsen           | 18-16, 15-0             |
| 1986      | Morten Frost           | Michael Kjeldsen         | 15-4, 15-3              |
| 1987      | Darren Hall            | Ib Frederiksen           | 17-16, 4-15, 15-6       |
| 1988      | Morten Frost           | Xiong Guobao             | 15-4, 15-6              |
| 1989      | Morten Frost           | Steve Baddeley           | 15–6, 15–4              |
| 1990      | Fung Permadi           | Jens Peter Nierhoff      | w.o.                    |
| 1991      | Poul-Erik Høyer Larsen | Hermawan Susanto         | 15-8, 15-8              |
| 1992      | Alan Budikusuma        | Joko Suprianto           | 15-11, 15-2             |
| 1993      | Thomas Stuer-Lauridsen | Alan Budikusuma          | 15–5, 15–2              |
| 1994      | Poul-Erik Høyer Larsen | Jens Olsson              | 15–3, 15–9              |
| 1995      | Joko Suprianto         | Poul-Erik Høyer Larsen   | 17–14, 15–11            |
| 1996      | Rashid Sidek           | Ong Ewe Hock             | 15–11, 15–2             |
| 1997      | Peter Gade             | Poul-Erik Høyer Larsen   | 12-15, 15-12, 15-12     |
| 1998      | nicht ausgetragen      | nicht ausgetragen        | nicht ausgetragen       |
| 1999      | Xia Xuanze             | Pullela Gopichand        | 15-3, 13-15, 15-4       |
| 2000      | Vladislav Druzchenko   | Agus Hariyanto           | 17-15, 15-4             |
| 2001      | Kenneth Jonassen       | Niels Christian Kaldau   | 7-1, 7-8, 8-6, 4-7, 7-5 |
| 2002      | Niels Christian Kaldau | Björn Joppien            | 15–6, 15–11             |
| 2003      | Lee Hyun-il            | Lin Dan                  | 15–4, 15–4              |
| 2004      | Lin Dan                | Xia Xuanze               | 17–16, 15–9             |
| 2005      | Lin Dan                | Muhammad Hafiz Hashim    | 15–8, 15–8              |
| 2006      | Chen Jin               | Chen Hong                | 15-3, 15-7              |
| 2007      | Lin Dan                | Chen Yu                  | w.o.                    |
| 2008      | Lee Hyun-il            | Sho Sasaki               | 22-20, 21-5             |
| 2009      | Bao Chunlai            | Gong Weijie              | 21-18, 21-14            |
| 2010      | Bao Chunlai            | Chen Long                | 21-13, 21-10            |
| 2011      | Lin Dan                | Chen Jin                 | 21-9, 21-11             |
| 2012      | Lin Dan                | Simon Santoso            | 21-11, 21-11            |
| 2013      | Chen Long              | Tommy Sugiarto           | 21-17, 21-11            |
| 2014      | Arvind Bhat            | Hans-Kristian Vittinghus | 24-22, 19-21, 21-11     |
| 2015      | Jan Ø. Jørgensen       | Dionysius Hayom Rumbaka  | 21-12, 21-13            |
| 2016      | Lin Dan                | Chou Tien-chen           | 15-21, 21-17, 21-17     |
| 2017      | Chou Tien-chen         | Wang Tzu-wei             | 21-16, 21-14            |
| 2018      | Chou Tien-chen         | Ng Ka Long               | 21-19, 18-21, 21-18     |
| 2019      | Kento Momota           | Kenta Nishimoto          | 21-10, 21-16            |
| 2020 2021 | nicht ausgetragen      | nicht ausgetragen        | nicht ausgetragen       |
| 2022      | Kunlavut Vitidsarn     | Lakshya Sen              | 21-18, 21-15            |
| 2023      | Ng Ka Long             | Li Shifeng               | 20-22, 21-18, 21-18     |
| 2024      | Christo Popov          | Rasmus Gemke             | 21-17, 21-16            |